# Raein
Raein es una banda italiana de screamo creada en 2002, en la que participan integrantes de La Quiete y la banda de post-rock Neil On Impression. A finales del año 2005, Raein se separó, pero después de casi dos años donde solamente se presentaron en dos conciertos, volvieron a tocar juntos en septiembre de 2008 con motivo de la edición de un nuevo LP.

## Discografía
- 2002 - Self Titled
- 2003 - Il N'y A Pas De Orchestre
- 2004 - Doden Marscherar At Vast 7
- 2004 - Raein/Phoenix Bodies Split 7
- 2004 - Raein/Funeral Diner Split 7
- 2004 - Raein/Daïtro Split 10
- 2004 - This Is Your Life Compilation
- 2004 - Verso La Fine Compilation
- 2004 - The Harsh Words As The Sun
- 2004 - From 3 To 1 In 2 And 4 (Remix)
- 2004 - The Emo Armageddon Compilation
- 2008 - Nati da Altri Padri/Ogni Nuovo Inizio
- 2011 - "Ah, as if..."
- 2013 - Split con Loma Prieta
- 2015 - Perpetuum